# VOYAGER〜日付のない墓標
「VOYAGER〜日付のない墓標」（ボイジャー ひづけのないぼひょう）は、松任谷由実（ユーミン）の20枚目のシングル。1984年2月1日に東芝EMIからリリースされた。

## 音楽性

### VOYAGER〜日付のない墓標
本曲は、小松左京原作の東宝映画『さよならジュピター』の主題歌として書き下ろされた。キャッチコピーは「ボイジャーはソルジャーの鎮魂歌。」。1984年のニッカウヰスキー・マイルドニッカのCMソングのほか、「さよならジュピター より」と銘打って三菱自動車のミラージュ（カープラザ店の宣伝も兼ねた）のCMソングや、ギャラン店のCMにも起用された。
前年（1983年）に同名のアルバム『VOYAGER』が発売されるものの、映画の公開が遅れたため、本曲は収録されなかった。TBS系『第4回日本作曲大賞』にて大衆賞を受賞した。番組には電話出演し、受賞の喜びを述べた。
アルバムへの収録は1984年4月に発売された『さよならジュピター オリジナル・サウンドトラック』、ユーミン単独のアルバムでは1998年にリリースされたベストアルバム『Neue Musik』、2022年10月に発売された50周年記念ベストアルバム『ユーミン万歳!』となっている。

### 青い船で
映画『さよならジュピター』の挿入歌。15枚目のオリジナルアルバム『VOYAGER』からシングルカット。

## リリース
1984年2月1日に東芝EMIからリリースされた。1989年6月28日にCDシングルとして再リリース。

## ディスクジャケット
ジャケットのデザインは信藤三雄が担当。これが信藤にとってグラフィックデザイナーとしての初仕事となった。ハードジャケット仕様で初回盤にはステッカーを封入。なお、近未来の衣装を纏ったユーミンのイラストは、のちにオウム真理教の幹部となる岐部哲也の手によるものである。

## 記録
オリコンチャートの登場週数は15週、チャート最高順位は週間9位、累計15.8万枚のセールスを記録した。

## 収録曲
- Side A：VOYAGER〜日付のない墓標 -Voyager〜Gravestone Without Dates-[注釈 2]
- Side B：青い船で -Spaceship Earth-

上記2曲とも、作詞・作曲は松任谷由実、編曲は松任谷正隆が担当。

## 参加ミュージシャン
- ドラム：林立夫
- ベース：高水健司
- エレクトリック・ギター：松原正樹
- アコースティック・ギター：瀬戸龍介
- スティール・ギター：尾崎孝
- キーボード：松任谷正隆
- シンセサイザー・プログラミング：浦田恵司
- パーカッション：斎藤ノブ
- ハーモニカ：八木のぶお
- ストリングス：日色ストリングス
- コーラス：松任谷由実

## カバー
- 林原めぐみ - アルバム『Shiro SAGISU Music from "SHIN EVANGELION"』に収録[3]
  - 2021年公開の東宝・東映系アニメ映画『シン・エヴァンゲリオン劇場版𝄇』の劇中で使用された。

### テレビ披露
| 放送日        | 番組名             | 放送局     | 出典  |
| ------------- | ------------------ | ---------- | ----- |
| 2022年10月8日 | ミュージックフェア | フジテレビ | [ 4 ] |